# Juan Antonio Pizzi
Juan Antonio Pizzi Torroja (Santa Fe, Argentina, 7 de junio de 1968) es un exfutbolista y director técnico argentino nacionalizado español que jugaba de delantero. Actualmente está sin club.
Como futbolista, jugó de delantero centro en clubes como Rosario Central y River Plate en Argentina, Tenerife, Barcelona, Valencia, y Villarreal en España, y en clubes de Portugal y México. Su época de mayor éxito futbolístico tuvo lugar a mediados de los años 1990, cuando ganó el Trofeo Pichichi y la Bota de Oro con el Tenerife y fue seleccionado para jugar la Eurocopa 1996 y el Mundial 1998 con la selección de España.

## Trayectoria

### Como jugador

#### Inicios
Nació en la ciudad de Santa Fe. Asistió al colegio La Salle que participaba de la Liga Santafesina de Fútbol. Al finalizar la secundaria realizó una prueba para ingresar en Estudiantes de La Plata pero no logró quedar en el club. Ahí ya lo llamaban Juancho. Tiempo después quedó seleccionado en las inferiores de Rosario Central y se mudó a Rosario. En esta metrópoli además, asistió a la Facultad de Ciencias Médicas, para estudiar medicina (carrera que dejó a los pocos meses). A los 18 años, estando en cuarta división, chocó en un partido con el arquero Roberto Bonano y sufrió una lesión en un riñón. Tuvo que ser operado y le extrajeron el órgano dañado. En un principio no iba a continuar su carrera como deportista pero el médico del club le permitió seguir jugando, por lo que realizó toda su trayectoria como jugador con solo un riñón.
Debutó en Primera División el 8 de junio de 1988 a los 20 años en la Liguilla Pre-Libertadores en el empate 0-0 contra River Plate. En su primer partido tuvo que ser reemplazado ya que recibió un golpe de Nelson Gutiérrez en el pómulo que lo dejó inconsciente. Su primer gol se lo marcó también a River el 11 de diciembre de ese año en la derrota 3 a 2 en el estadio Monumental. Con el correr de los partidos fue ganándose su lugar como titular: jugó 26 encuentros y marcó un total de 12 goles. La temporada de Central fue regular y terminó decimotercero, por lo que debió participar de la Liguilla Reclasificatoria. Allí Juan jugó dos partidos contra Newell's Old Boys e hizo un gol.
En el campeonato 1989/1990 su equipo terminó cuarto y Pizzi disputó 31 partidos marcando 15 tantos. En la Liguilla Pre-Libertadores de ese año jugó 2 partidos ante Independiente e hizo 2 goles.

#### Paso por México
Gracias a sus actuaciones en Rosario Central en la temporada 1990-1991 pasó a jugar al Deportivo Toluca de México. En total jugó 28 partidos de la fase regular marcando 12 goles e hizo 2 goles en la Copa México de ese año. A pesar de esto su equipo no logró clasificar a la liguilla y al finalizar la temporada fue vendido a Europa.

#### Primera etapa en Europa
A mediados de 1991 pasó a jugar a CD Tenerife. El torneo no fue muy bueno para su equipo, ya que terminó decimotercero. En su primera temporada en la isla española Juan marcó 15 goles en 34 partidos de Liga. Durante la liga de 1992/93 en la que tuvo un desempeño similar al año anterior, disputó 34 partidos e hizo 15 goles. Sin embargo, el Tenerife hizo un mejor torneo que la temporada anterior y terminó quinto con 44 puntos lo que le permitió clasificar para la Copa de la UEFA 1993-94.
En la temporada de 1993/94 fichó por el Valencia CF. Su primer gol lo marcó durante la pretemporada en un partido contra el Levante por el Trofeo Ciudad de Valencia. Durante la liga de ese año disputó 19 partidos y marcó 4 goles. El primero lo hizo en la quinta jornada ante el Lleida en el empate 1 a 1, el segundo lo marcó en la fecha 6 ante el Rayo Vallecano. Su tercer gol lo hizo en la jornada 14 ante el Albacete, y su último gol con la camiseta del Valencia es quizá el más recordado por haber sido el número 3000 del Valencia CF en la Primera División de España, fue en la fecha 18 en el empate con el Real Valladolid. El equipo terminó séptimo en la liga, pero Juan no pudo tener un buen rendimiento ya que sufrió lesiones que no le dieron continuidad. En total jugó 21 partidos oficiales (por Liga, Copa del Rey y copa UEFA) y marcó 4 goles durante la temporada.
En la siguiente temporada Pizzi retornó a Tenerife. El equipo realizó un torneo regular y terminó en mitad de tabla, pero Juan volvió a realizar una buena temporada marcando 15 goles en 32 partidos de liga.
La temporada 1995/96 fue consagratoria para Juan ya que logró el título de pichichi de la Liga anotando 31 tantos en 41 partidos jugados, algo que le permitió ser Bota de Oro empatado con Alan Shearer. Su equipo logró clasificar a la Copa de la UEFA (hoy Europa League) al terminar quinto y Juan se convirtió en el máximo goleador de la historia del Tenerife con 76 tantos (años después sería destronado del título).

#### Barcelona
La temporada siguiente, la 1996-97 fichó por el F. C. Barcelona. En el club catalán tan sólo jugó dos años, pero se ganó el aprecio de la afición. En su primera temporada marcó el quinto gol del F. C. Barcelona en un partido de cuartos de final de la Copa del Rey 1996-1997, en el Camp Nou, ante el Atlético de Madrid. El partido, que al descanso iba 0-3 a favor de los madrileños, lo acabó remontando y ganando el F. C. Barcelona por 5-4. Cuando Pizzi marcó el gol del triunfo a pocos minutos del final, se hizo famosa la frase del periodista radiofónico Joaquim Maria Puyal, que repitió insistentemente "Pizzi, sos macanudo". Desde entonces, la afición barcelonista llamó siempre "Macanudo" Pizzi" al delantero argentino. Además, en dicha copa marcó el 2-2 ante el Real Betis en la final, a falta de cinco minutos para el final del partido que llevó el partido al tiempo extra, en donde el club catalán resultaría ganador del trofeo.
También con el Barcelona, Pizzi conquistó Supercopa de España de Fútbol 1996, la Recopa de Europa 1996-1997 y la Supercopa de Europa 1997 en su primera temporada vistiendo de azulgrana. En el siguiente año, logró conquistar la Liga española 1997-98 y volvió a ganar la Copa del Rey 1997-98.
En total jugó 73 partidos (un amistoso contra Rayo Vallecano) y marcó 18 goles para el conjunto catalán.

#### Regreso a Argentina
Luego del Mundial de 1998 Juan volvió a la Argentina tras 8 años, para jugar en River Plate. Su paso por el club millonario no fue el esperado, solo jugó 17 partidos por torneos locales (marcando 6 goles) y 18 partidos con 5 goles por copas internacionales. River había ganado muchos títulos durante la década, sin embargo durante esta temporada sufrió una etapa de transición y no logró ningún título, terminando el Clausura de 1999 en segundo puesto.
Al comenzar la temporada 1999-2000 Juan volvió al club con el que había comenzado su carrera como profesional. Durante el Apertura de 1999 Central peleó palmo a palmo el título con River hasta la última fecha, pero terminó segundo, a un punto del campeón. Juan jugó 18 partidos y marcó 12 goles, siendo goleador del equipo y tercer goleador del torneo. Además disputó los dos partidos contra Deportes Concepción por la Copa Conmebol de 1999 y marcó un tanto.
Durante el Clausura del año 2000 Pizzi jugó 10 encuentros y marcó 6 goles. Paralelamente Central disputaba la Copa Libertadores, de la que fue eliminado en octavos de final por el Corinthians, y Pizzi jugó 6 partidos e hizo 5 goles.

#### Breve paso por Portugal
La segunda mitad del año 2000 Juan la pasó en Portugal jugando para el Porto, sin embargo una lesión en la rodilla derecha no le permitió tener mucha continuidad y solo hizo 3 goles en 11 partidos por Liga (en todos ingresó como suplente). Además jugó un partido por Champions League, 3 por Europa League y un partido por la Copa de Portugal donde anotó un gol. A fin de año regresó a Argentina.

#### Última etapa en Central
Pizzi volvió a Central a comienzos del año 2001, con el conjunto canalla disputó la Copa Libertadores 2001, donde fueron eliminados en semifinales por el Cruz Azul. Juan fue un jugador importante en la copa, ya que jugó 10 partidos y marcó 7 goles. Uno de los partidos más recordados es el de vuelta por los cuartos de final ante el América de Cali: en el encuentro de ida los rosarinos habían ganado 1 a 0 (con gol de Pizzi), sin embargo en el segundo partido iban perdiendo por 3 a 0 hasta el minuto 89. En los últimos 3 minutos Pizzi marcó dos goles que le permitieron a Central ir a la tanda de penales y pasar de fase. Por campeonatos locales, Pizzi jugó 10 partidos por el Torneo Clausura 2001 (4 goles) y 18 partidos por el Torneo Apertura (7 goles).
En total, en su paso por Central marcó 72 goles en 137 partidos.

#### Retiro
El 31 de diciembre de 2001, Juan Antonio Pizzi fue presentado como jugador del Villarreal en reemplazo del lesionado Martín Palermo. Jugó 13 partidos por Liga (1 gol) y disputó un solo partido por Copa del Rey, en lo que sería su última temporada como futbolista profesional.

#### Selección nacional
Su debut en la selección española fue el 30 de noviembre de 1994 frente a Finlandia donde su equipo venció por 2-0. El 20 de septiembre de 1995 en Madrid jugó un partido amistoso contra Argentina y marcó uno de los tantos de su selección en la victoria 2-1. Es el único jugador nacido en Argentina que le marca un gol a la selección de su país de nacimiento (hasta 1997, cuando Roberto Acuña marcó con la selección paraguaya por eliminatorias; más adelante, el 7 de septiembre de 2012, Jonathan Fabbro también lo conseguiría representando a la misma selección).
Fue seleccionado como uno de los jugadores para ir al Mundial de Francia 1998 y jugó un encuentro ante Paraguay en el Stade Geoffroy-Guichard. Pizzi se fue reemplazado a los 53 minutos por Fernando Morientes; el encuentro finalizó 0-0.
Participó en un total de 22 encuentros internacionales la selección española y convirtió 8 goles. Su despedida fue el partido mencionado anteriormente contra Paraguay en el Mundial.

#### Participaciones en Eurocopas
| Copa          | Sede       | Resultado        | Partidos | Goles |
| ------------- | ---------- | ---------------- | -------- | ----- |
| Eurocopa 1996 | Inglaterra | Cuartos de final | 2        | 0     |

#### Participaciones en Copas del Mundo
| Mundial                        | Sede    | Resultado    | Partidos | Goles |
| ------------------------------ | ------- | ------------ | -------- | ----- |
| Copa Mundial de Fútbol de 1998 | Francia | Primera fase | 1        | 0     |

### Como entrenador
Una vez retirado del fútbol se afincó en Barcelona, ciudad con la que se siente muy identificado. Durante los primeros años se dedicó a trabajar junto a los jugadores que Ricardo Schlieper (su representante) tenía en Europa y a captar nuevos talentos. Realizó un curso especial (para exjugadores de la selección española) para convertirse en director técnico junto a Pep Guardiola, Luis Enrique, entre otros.

#### Inicios
En enero de 2005 debutó como director técnico al dirigir a Colón en dupla con el exjugador peruano José "Chemo" Del Solar. La experiencia duró pocos partidos debido a los malos resultados del equipo: dirigió 3 partidos y los perdió (3 a 2 con River, 3 a 1 con Estudiantes y 2 a 0 con Arsenal).
En abril de 2006, fue contratado como Técnico del club Universidad San Martín, en donde cumplió una regular actuación, además de dirigir la Copa Sudamericana 2006. Su equipo terminó quinto en el torneo Apertura con 33 puntos y culminó otra vez quinto con 34 puntos en el torneo Clausura. A falta de 3 fechas de culminar el Campeonato Peruano, decidió salir del club.
En junio del 2006, Juan Antonio Pizzi fue nombrado socio honorario de la Peña Blaugrana de Lima, peña oficial del FC Barcelona en la ciudad de Lima.
En el 2007 Rosario Central es llamado a elecciones presidenciales, por lo que Juan se postuló junto a Alberto Joaquín (quien era candidato a presidente) para asumir al cargo. Sin embargo la agrupación Mística Canalla, encabezada por Horacio Usandizaga, fue elegida por los socios del club.

#### Primer título
A mediados de 2009 se convirtió en el entrenador del Santiago Morning de la Primera División de Chile, con el cual alcanzó una inédita semifinal en el Torneo Clausura 2009 (perdió con Universidad Católica).
El 9 de julio de 2010 fue oficialmente confirmado como nuevo entrenador de Universidad Católica, siendo presentado al día siguiente. Tras una excelente campaña, en que ganó 15 de los 20 partidos que dirigió (incluyendo los últimos siete en forma consecutiva), el 5 de diciembre del mismo año obtuvo el título del torneo consagrándose Campeón del Bicentenario. Al año siguiente, dirigió al equipo chileno en la Copa Libertadores en donde hizo una buena participación llegando a cuartos de final, instancia que la UC no alcanzaba desde 1997, siendo eliminados por Peñarol de Uruguay.
En el Torneo Apertura 2011 alcanzó la final, perdiendo ante Universidad de Chile por un global de 4:3, a pesar de haber ganado el primer partido 2:0, y cayendo finalmente en el partido de revancha por 1:4.

#### Regreso a Argentina
En junio del mismo año se convirtió en entrenador de Rosario Central para afrontar la Segunda división del fútbol argentino en busca del ascenso. Su equipo finalizó el torneo en cuarto lugar, por detrás de River Plate, Quilmes e Instituto por lo que obtuvo una plaza para jugar dos partidos de promoción ante San Martín de San Juan. Hasta la fecha 35 se encontraba en primer lugar con dos puntos de ventaja (fruto de 7 victorias consecutivas en los 7 partidos anteriores) sin embargo de los últimos doce puntos solo obtuvo uno por lo que todos sus perseguidores lo superaron. El primer partido de la promoción se jugó el jueves 28 de junio de 2012 en el estadio Gigante de Arroyito y terminó 0 a 0, mientras que el segundo encuentro, jugado el 1 de julio de 2012 en el estadio de San Martín de San Juan, también culminó 0 a 0, y eso impidió a Rosario Central ascender a la máxima categoría, y lo obligó a permanecer un año más en la Primera B Nacional. A pesar de que en un principio se manejó la posibilidad de seguir como entrenador una temporada más, el presidente de la institución (Norberto Speciale) decidió que no continuara.
El 11 de octubre de 2012 se anunció que era el nuevo técnico del San Lorenzo de Almagro, luego de que Ricardo Caruso Lombardi fuese despedido. Su flamante equipo finalizó el Torneo Inicial 2012 dejando una buena imagen y levantando considerablemente su rendimiento. Al año siguiente, luego de una pretemporada por el interior del país en la cual se lograron varias Copas amistosas, realiza una muy buena campaña en el Torneo Final 2013, cosechando 32 puntos, logrando así el cuarto puesto y alejando al club definitivamente de los últimos lugares en la tabla de promedios.
El segundo semestre del año 2013 comenzaba con el planteo de nuevos objetivos dada las tres competiciones que el equipo de Boedo tenía por delante: Copa Argentina, Copa Sudamericana y Torneo Inicial. Fue finalista en la copa vernácula y después de un apasionante cierre de torneo, finalmente el 15 de diciembre de 2013 logra ser campeón del Torneo inicial con ese equipo. Renunció a la dirección técnica de San Lorenzo a pocos días de logrado el objetivo, tras recibir una oferta de España. El 13 de junio de 2019 firmó de nuevo como entrenador de San Lorenzo, en la que era su segunda etapa al frente del club, tras estudiar entre varias ofertas europeas de primer nivel. 

#### Primera experiencia europea
El 26 de diciembre de 2013, el Valencia Club de Fútbol de la liga española confirmó a Pizzi como su nuevo entrenador para finalizar la temporada y un año más, con el mánager deportivo Rufete y Roberto Fabián Ayala como principales valedores de su fichaje. Pizzi tuvo que rescindir su contrato con San Lorenzo para embarcarse en su primera experiencia europea como técnico.
Con el equipo en la undécima posición, el equipo mejoró en resultados y actitud. Encadenó dos victorias consecutivas ante Barcelona (2-3) y ante Betis (5-0), que llevaron a la afición che a ilusionarse con la posibilidad de alcanzar los puestos europeos, que se alcanzaban con el séptimo puesto. Pero finalmente no consiguió clasificar al conjunto valencianista para ninguna competición europea, terminando la Liga en el 8.º puesto.
Mejor cara mostró el equipo en la Liga Europa, donde logró una épica remontada en cuartos de final frente al FC Basel, cayendo derrotado 3-0 en la ida y remontando 5-0 en la prórroga en Mestalla. Una noche que aún todos los valencianistas recuerdan. Fue eliminado en semifinales por el Sevilla encajando un gol en el último minuto, cuando ya casi se celebraba el pase a la deseada final.
A pesar de no haber conseguido los objetivos europeos del Valencia, el presidente Amadeo Salvo, el mánager deportivo Rufete, y gran parte de la afición, confiaban en él para la siguiente temporada, pero el futuro propietario del club (el multimillonario Peter Lim) tenía otro técnico en mente para su proyecto en el club valencianista, por lo que el 2 de julio de 2014 el club anunció el cese de Pizzi como técnico agradeciéndole el trabajo realizado.

#### Selección chilena

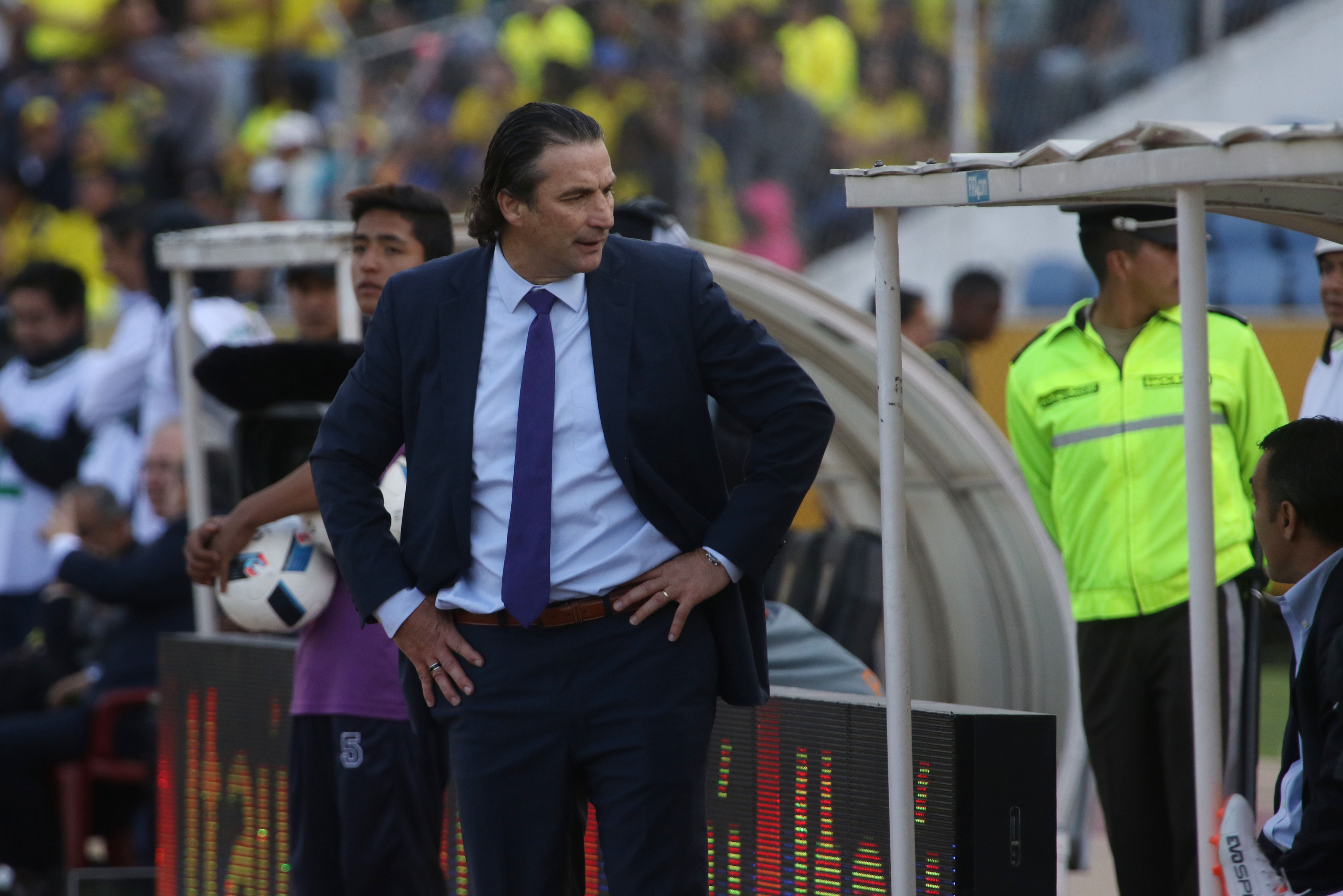
Pizzi como entrenador de la selección chilena.

El 29 de enero de 2016 fue confirmado como entrenador de la selección chilena, en reemplazo del renunciado Jorge Sampaoli. Asumió junto a su ayudante técnico Manuel Suárez.
Chile jugó dos amistosos previos a la Copa América Centenario, derrota por 2-1 ante Jamaica en Viña del Mar y derrota por 1-0 ante México en Estados Unidos y de esta manera Pizzi completaba 3 derrotas en los primeros 4 partidos, dejando muchas críticas en torno a su estilo de juego y La Roja llegaba con dudas al torneo disputado en Estados Unidos.
Previo a la Copa FIFA Confederaciones 2017, Chile disputó 3 partidos previo al torneo disputado en Rusia, triunfo por 3-0 ante Burkina Faso, empate a 1 ante Rusia y sorpresiva derrota por 3-2 ante Rumania, llegando con más dudas que certezas a la Confederaciones.
En total, Pizzi dirigió 21 partidos, ganó 13, empató 7 y perdió 12, obtuvo 48 goles a favor, 36 en contra, tuvo tan solo un 47% de rendimiento, ganó 1 título oficial (Copa América Centenario), fue subcampeón en otro (finalista Copa FIFA Confederaciones 2017), no logró clasificar con Chile a Rusia 2018 y ganó solo 2 de los últimos 10 partidos.

##### Copa América Centenario

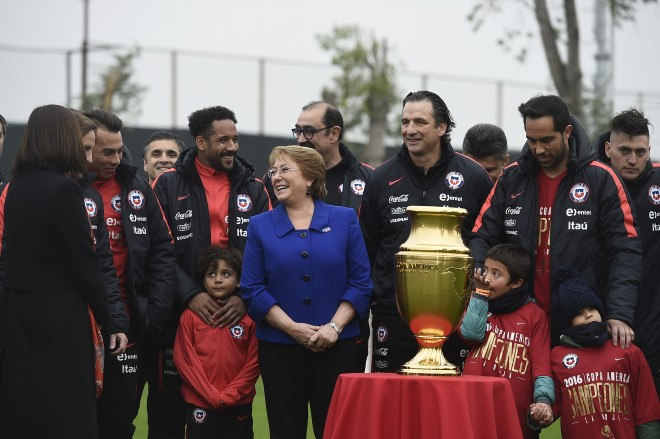
Juan Antonio Pizzi junto a la presidenta Michelle Bachelet y los jugadores que disputaron y ganaron el trofeo de la Copa América Centenario.

En junio de 2016 dirigió a Chile en la Copa América Centenario, realizada en los Estados Unidos, donde logró un pobre desempeño en la fase de grupos.
El 6 de junio, empezaba la Copa Centenario para La Roja enfrentando en el partido debut a Argentina, que sin Messi sacó a su resplandor las carencias de la selección chilena, derrotándola por 2-1.
Después el 10 de junio, Chile debía vencer a Bolivia para seguir con vida en la Copa, de lo contrario se despidiría del torneo, apretado triunfo por 2-1 con doblete de Arturo Vidal, que marcó el gol del triunfo mediante un lanzamiento penal al minuto 100, venciendo la resistencia de Carlos Lampe.
Luego, el 14 de junio, Chile enfrentaba a Panamá por un lugar en Cuartos; con el empate le bastaba, pero todo empezaría mal ya que a los primeros minutos de partido, una mala marca de Jara permitió que un panameño disparara y anotara el 1-0 con complicidad de Claudio Bravo también. Después Alexis Sánchez y Eduardo Vargas anotarían un doblete cada uno y La Roja ganaría por 4-2, llegando con algo de dudas a cuartos, quedando segundos en el Grupo D con seis unidades.
El 18 de junio, enfrentaría a México (primero del Grupo C), donde La Roja espantaría los fantasmas y ganaría por un contundente y categórico 7-0 con póker de Eduardo Vargas, doblete de Edson Puch y un gol de Alexis Sánchez. Arturo Vidal, una de las figuras del partido, recibió tarjeta amarilla y quedó suspendido para las semifinales.
Luego, el 22 de junio, Chile derrotaría por 2-0 a Colombia en Chicago, con tormenta incluida (que suspendió el duelo por dos horas).

Alineación con la que Chile consiguió su histórico Bicampeonato de América con Bravo; Isla, Medel, Jara, Beausejour; Díaz, Vidal, Aránguiz; Fuenzalida, Vargas y Sánchez.

El 26 de junio, la Generación Dorada del Fútbol Chileno jugaba otra final de Copa América en menos de un año enfrentando nuevamente a Argentina, luego de empatar 0-0 en los 120 minutos, al igual que en la final anterior, llegaban nuevamente los penales. Chile comenzaría pateando con Arturo Vidal, quien perdió su remate después de que Sergio Romero atajara su disparo, luego Messi elevaría su disparo por sobre el travesaño, Nicolás Castillo, Charles Aránguiz y Jean Beausejour anotarían los siguientes penales para Chile, mientras que Javier Mascherano y Sergio Agüero convertirían para la Argentina, a continuación, Claudio Bravo le atajaría un penal clave a Lucas Biglia y finalmente Francisco Silva patearía el quinto y definitivo penal dándole el triunfo a Chile por 4-2.

#### China Cup 2017
Además fue invitado a la primera versión de la China Cup 2017, donde empezó empatando en las semifinales 1-1 contra Croacia, derrotándola en penales por 4-1, con notable actuación de Christopher Toselli.
En la final, el día 15 de enero de 2017 vencerían a Islandia por 1-0 con gol de Angelo Sagal, coronándose campeones por primera vez, con un equipo totalmente conformado por jugadores jóvenes y del medio local, liderado por jugadores como Eduardo Vargas, Jean Beausejour y José Pedro Fuenzalida.

#### Copa FIFA Confederaciones 2017

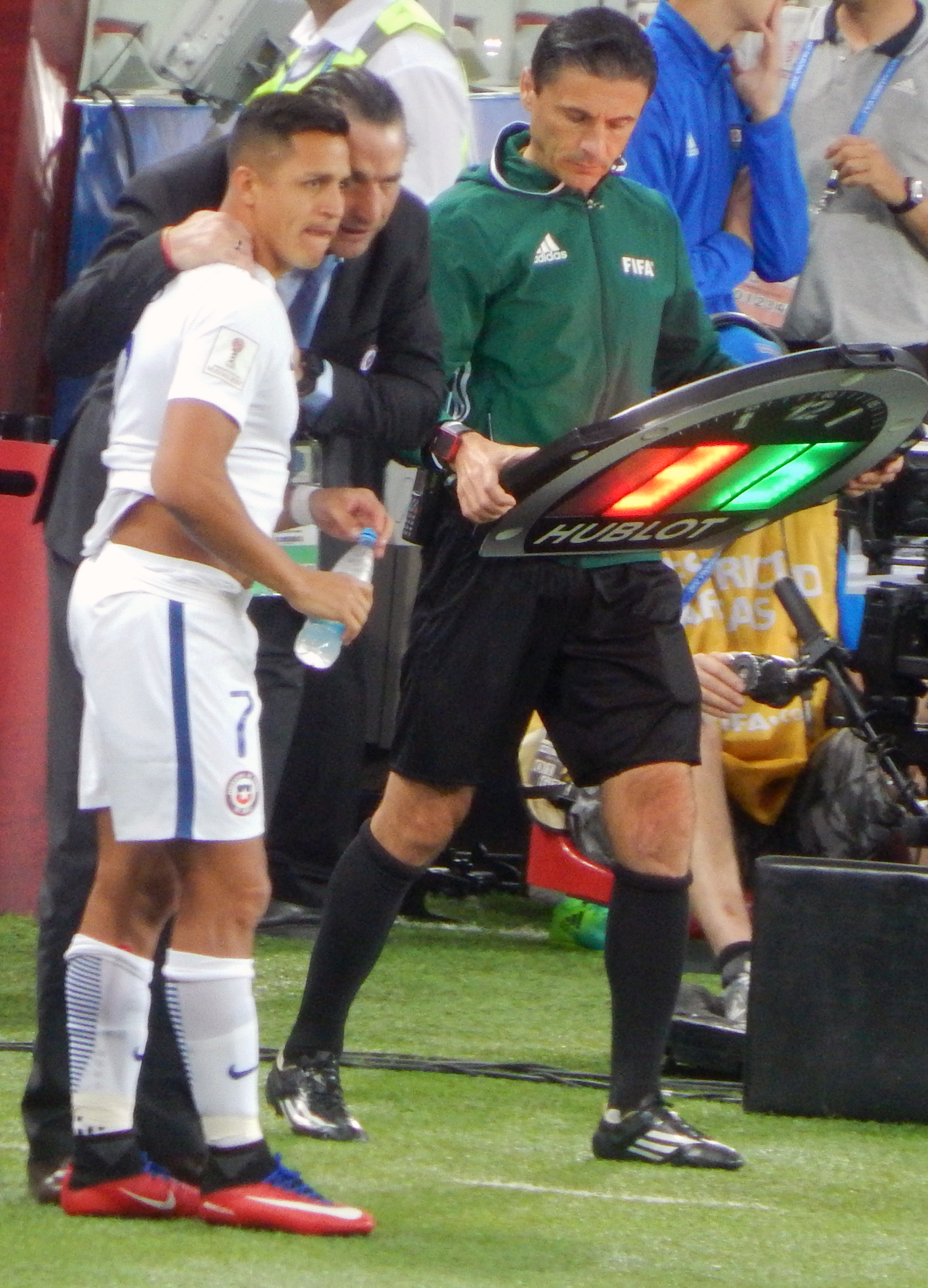
Pizzi dándole instrucciones a Alexis Sánchez previo a su ingreso en el partido inaugural ante.

En la Copa Confederaciones 2017 disputada en Rusia, debutaron venciendo por 2-0 a Camerún con goles de Arturo Vidal y Eduardo Vargas, posteriormente empatarían 1-1 con Alemania y sorpresivamente ante Australia, quedando segundo del grupo.
El 28 de junio debían enfrentar en semifinales a Portugal. Empataron sin goles en los 120 minutos, pero clasificarían ganando por 3-0 la definición a penales, con una perfecta actuación del portero chileno Claudio Bravo, quien atajó los tres lanzamientos portugueses, los penales chilenos convertidos fueron obra de Vidal, Aránguiz y Sánchez.
El 2 de julio de 2017, en la final, caen por la cuenta mínima ante Alemania tras un error de Marcelo Díaz, consiguiendo un meritorio segundo lugar en su histórica participación en el certamen.

#### Clasificatorias Rusia 2018

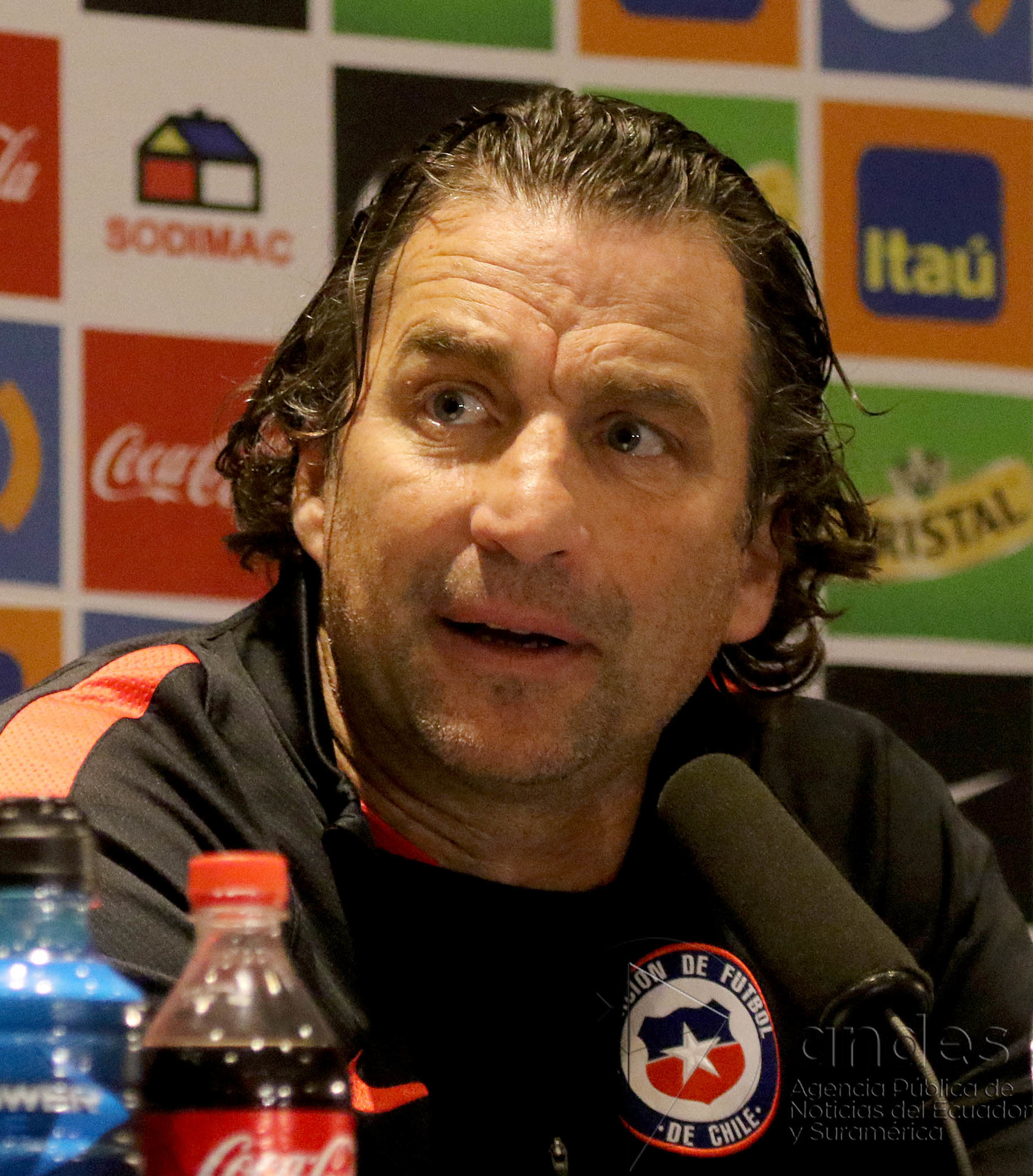
Pizzi en una Conferencia de prensa tras caer por 3-0 ante Ecuador en octubre de 2016

Su debut en la selección fue en la quinta fecha de las Clasificatorias Rusia 2018, el 24 de marzo de 2016 ante Argentina, sufriendo una derrota por 2-1 en el Estadio Nacional, jugando un buen partido que estuvo marcado por las desafortunadas lesiones de Matías Fernández y Marcelo Díaz en los primeros minutos de juego. Cuatro días más tarde, conseguiría un triunfo por 4-1 ante la selección venezolana de visita y también su primer triunfo al mando de la selección.
Tras perder sorpresivamente ante Paraguay por 2-1 en Asunción, dejar escapar puntos de oro ante Bolivia en el Monumental de Chile y caer goleados por 3-0 ante Ecuador en Quito, Chile perdía el rumbo camino a Rusia y también quedaba a 4 puntos del Repechaje.
El 11 de octubre de 2016, Chile lograría un esforzado triunfo por 2-1 sobre Perú en el Nacional con gran actuación de Arturo Vidal y seguía con chances de ir al Mundial.
Chile cerraría las Clasificatorias Sudamericanas 2016 venciendo por 3-1 a Uruguay con dos goles de Alexis Sánchez, y uno de Eduardo Vargas. Además, Bravo tapó un penal al minuto 87' para cerrar el triunfo por 3-1.
En agosto y septiembre de 2017, La Roja debía enfrentarse a Paraguay y Bolivia, derrotas por 3-0 de local y 1-0 de visita, complicando su camino a Rusia 2018. A dos fechas del final, Chile quedaba a 2 puntos del Repechaje y a 3 de Clasificación directa.
El 5 de octubre de 2017, Chile jugaba su primera final ante Ecuador en el Estadio Monumental, agónico triunfo por 2-1, Eduardo Vargas puso el momentáneo 1-0 tras pase de Jorge Valdivia, pero en el minuto 83' Romario Ibarra convirtió para el "Tri", complicando a los de Pizzi. La tranquilidad volvería al minuto 85': Arturo Vidal roba una pelota al borde del área, se la cede a Felipe Gutiérrez que disparó, Máximo Banguera tapó y el rebote quedó para que Alexis Sánchez marcase el 2-1 final y para que La Roja llegara con vida a Brasil.
El 10 de octubre de 2017, Chile debía empatar como mínimo ante el Brasil de Neymar para asegurar repechaje, pero los resultados no se dieron y cayó por un contundente 3-0 en São Paulo, quedando sexto en la tabla general y eliminado de Rusia 2018. El mismo 10 de octubre, tras una rueda de prensa, minutos después de quedar eliminado, Pizzi anunció que no seguiría al frente de "La Roja". 

##### Participaciones en Copa FIFA Confederaciones
| Copa                           | Sede  | Resultado  |
| ------------------------------ | ----- | ---------- |
| Copa FIFA Confederaciones 2017 | Rusia | Subcampeón |

##### Participaciones en Copa América
| Copa                         | Sede           | Resultado |
| ---------------------------- | -------------- | --------- |
| Copa América Centenario 2016 | Estados Unidos | Campeón   |

##### Participaciones en la China Cup
| Copa           | Sede  | Resultado |
| -------------- | ----- | --------- |
| China Cup 2017 | China | Campeón   |

| 1  | 24 de marzo de 2016     | Santiago        | Argentina    | 1:2 (1:2)                   | Clasificatorias Mundial 2018 | Felipe Gutiérrez                                                                                     |
| 2  | 29 de marzo de 2016     | Barinas         | Venezuela    | 4:1 (1:1)                   | Clasificatorias Mundial 2018 | Mauricio Pinilla (2) y Arturo Vidal (2)                                                              |
| 3  | 27 de mayo de 2016      | Viña del Mar    | Jamaica      | 1:2 (0:1)                   | Amistoso                     | Nicolás Castillo                                                                                     |
| 4  | 1 de junio de 2016      | San Diego       | México       | 0:1 (0:0)                   | Amistoso                     | |
| 5  | 6 de junio de 2016      | Santa Clara     | Argentina    | 1:2 (0:0)                   | Copa América Centenario 2016 | José Pedro Fuenzalida                                                                                |
| 6  | 10 de junio de 2016     | Foxborough      | Bolivia      | 2:1 (0:0)                   | Copa América Centenario 2016 | Arturo Vidal (2)                                                                                     |
| 7  | 14 de junio de 2016     | Filadelfia      | Panamá       | 4:2 (2:1)                   | Copa América Centenario 2016 | Eduardo Vargas (2) y Alexis Sánchez (2)                                                              |
| 8  | 18 de junio de 2016     | Santa Clara     | México       | 7:0 (2:0)                   | Copa América Centenario 2016 | Édson Puch (2), Eduardo Vargas (4) y Alexis Sánchez                                                  |
| 9  | 22 de junio de 2016     | Chicago         | Colombia     | 2:0 (2:0)                   | Copa América Centenario 2016 | Charles Aránguiz y José Pedro Fuenzalida                                                             |
| 10 | 26 de junio de 2016     | East Rutherford | Argentina    | 4:2 (0:0) (0:0) (0:0) (0:0) | Copa América Centenario 2016 | (Lanzamientos Penales: Nicolás Castillo, Charles Aránguiz, Jean Beausejour y Francisco Silva)        |
| 11 | 1 de septiembre de 2016 | Asunción        | Paraguay     | 1:2 (1:2)                   | Clasificatorias Mundial 2018 | Arturo Vidal                                                                                         |
| 12 | 6 de septiembre de 2016 | Santiago        | Bolivia      | 3:0                         | Clasificatorias Mundial 2018 | |
| 13 | 6 de octubre de 2016    | Quito           | Ecuador      | 0:3 (0:2)                   | Clasificatorias Mundial 2018 | |
| 14 | 11 de octubre de 2016   | Santiago        | Perú         | 2:1 (1:0)                   | Clasificatorias Mundial 2018 | Arturo Vidal (2)                                                                                     |
| 15 | 10 de noviembre de 2016 | Barranquilla    | Colombia     | 0:0 (0:0)                   | Clasificatorias Mundial 2018 | |
| 16 | 15 de noviembre de 2016 | Santiago        | Uruguay      | 3:1 (1:1)                   | Clasificatorias Mundial 2018 | Eduardo Vargas y Alexis Sánchez (2)                                                                  |
| 17 | 11 de enero de 2017     | Nanning         | Croacia      | 4:1 (1:0) (1:1)             | China Cup 2017               | César Pinares (Lanzamientos Penales: Eduardo Vargas, Pablo Galdames, Jean Beausejour y Álvaro Ramos) |
| 18 | 15 de enero de 2017     | Nanning         | Islandia     | 1:0 (1:0)                   | China Cup 2017               | Ángelo Sagal                                                                                         |
| 19 | 23 de marzo de 2017     | Buenos Aires    | Argentina    | 0:1 (0:1)                   | Clasificatorias Mundial 2018 | |
| 20 | 28 de marzo de 2017     | Santiago        | Venezuela    | 3:1 (3:0)                   | Clasificatorias Mundial 2018 | Alexis Sánchez y Esteban Paredes (2)                                                                 |
| 21 | 2 de junio de 2017      | Santiago        | Burkina Faso | 3:0 (1:0)                   | Amistoso                     | Arturo Vidal (2) y Ángelo Sagal                                                                      |
| 22 | 9 de junio de 2017      | Moscú           | Rusia        | 1:1 (0:0)                   | Amistoso                     | Mauricio Isla                                                                                        |
| 23 | 13 de junio de 2017     | Cluj            | Rumania      | 2:3 (2:1)                   | Amistoso                     | Eduardo Vargas y Leonardo Valencia                                                                   |
| 24 | 18 de junio de 2017     | Moscú           | Camerún      | 2:0 (0:0)                   | Copa Confederaciones 2017    | Arturo Vidal y Eduardo Vargas                                                                        |
| 25 | 22 de junio de 2017     | Kazán           | Alemania     | 1:1 (1:1)                   | Copa Confederaciones 2017    | Alexis Sánchez                                                                                       |
| 26 | 25 de junio de 2017     | Moscú           | Australia    | 1:1 (0:1)                   | Copa Confederaciones 2017    | Martín Rodríguez                                                                                     |
| 27 | 28 de junio de 2017     | Kazán           | Portugal     | 3:0 (0:0) (0:0) (0:0) (0:0) | Copa Confederaciones 2017    | (Lanzamientos Penales: Arturo Vidal, Charles Aránguiz y Alexis Sánchez)                              |
| 28 | 2 de julio de 2017      | San Petersburgo | Alemania     | 0:1 (0:1)                   | Copa Confederaciones 2017    | |
| 29 | 31 de agosto de 2017    | Santiago        | Paraguay     | 0:3 (0:1)                   | Clasificatorias Mundial 2018 | |
| 30 | 5 de septiembre de 2017 | La Paz          | Bolivia      | 0:1 (0:0)                   | Clasificatorias Mundial 2018 | |
| 31 | 5 de octubre de 2017    | Santiago        | Ecuador      | 2:1 (1:0)                   | Clasificatorias Mundial 2018 | Eduardo Vargas y Alexis Sánchez                                                                      |
| 33 | 10 de octubre de 2017   | São Paulo       | Brasil       | 0:3 (0:0)                   | Clasificatorias Mundial 2018 | |

| Estadísticas de partidos con la selección chilena en partidos oficiales y no oficiales | Estadísticas de partidos con la selección chilena en partidos oficiales y no oficiales | Estadísticas de partidos con la selección chilena en partidos oficiales y no oficiales | Estadísticas de partidos con la selección chilena en partidos oficiales y no oficiales | Estadísticas de partidos con la selección chilena en partidos oficiales y no oficiales | Estadísticas de partidos con la selección chilena en partidos oficiales y no oficiales | Estadísticas de partidos con la selección chilena en partidos oficiales y no oficiales | Estadísticas de partidos con la selección chilena en partidos oficiales y no oficiales | Estadísticas de partidos con la selección chilena en partidos oficiales y no oficiales | Estadísticas de partidos con la selección chilena en partidos oficiales y no oficiales |
| Año                                                                                    | PJ                                                                                     | PG                                                                                     | PE                                                                                     | PP                                                                                     | GF                                                                                     | GC                                                                                     | Dif                                                                                    | Rend                                                                                   |                                                                                        |
| -------------------------------------------------------------------------------------- | -------------------------------------------------------------------------------------- | -------------------------------------------------------------------------------------- | -------------------------------------------------------------------------------------- | -------------------------------------------------------------------------------------- | -------------------------------------------------------------------------------------- | -------------------------------------------------------------------------------------- | -------------------------------------------------------------------------------------- | -------------------------------------------------------------------------------------- | -------------------------------------------------------------------------------------- |
| 2016                                                                                   | 16                                                                                     | 8                                                                                      | 2                                                                                      | 6                                                                                      | 31                                                                                     | 18                                                                                     | +13                                                                                    | 54,17%                                                                                 |                                                                                        |
| 2017                                                                                   | 16                                                                                     | 5                                                                                      | 5                                                                                      | 6                                                                                      | 17                                                                                     | 18                                                                                     | -1                                                                                     | 41,66%                                                                                 |                                                                                        |
| Total                                                                                  | 32                                                                                     | 13                                                                                     | 7                                                                                      | 12                                                                                     | 48                                                                                     | 36                                                                                     | +12                                                                                    | 47,91%                                                                                 |                                                                                        |
| Actualizado el 12 de octubre de 2017                                                   |                                                                                        |                                                                                        |                                                                                        |                                                                                        |                                                                                        |                                                                                        |                                                                                        |                                                                                        |                                                                                        |

Actualizado el 12 de octubre de 2017. 

#### Selección de Arabia Saudita
A fines de 2017, Juan Antonio Pizzi fue contratado como entrenador de la selección de fútbol de Arabia Saudita, luego del despido del entrenador anterior Edgardo Bauza. Con el equipo de Medio Oriente disputó el partido inaugural de la Copa Mundial de Fútbol de 2018, en Rusia contra la selección de dicho país.
Instalado en Riad, para poder estar más cerca de los jugadores y poder aplicar mejor sus métodos, realizó múltiples innovaciones en las instalaciones de la selección saudí, y aplicó cambios que abrieron al equipo a nuevas vías. 
Finalizando el año 2017 hizo su debut en la selección Arábica con una victoria por dos goles a uno ante la selección de Kuwait en un duelo de la fase de grupos de la Copa del Golfo 2017, donde posteriormente quedaría eliminado al empatar con los Emiratos Árabes y perder por 2-0 ante la selección de Omán, siendo eliminado en fase de grupos.
En el año 2018 tendría diversos amistosos en preparación de la copa del mundo, donde vencería a selecciones como Moldavia (3-0), Argelia (2-0) y Grecia (2-0), empataría ante rivales como Ucrania (1-1) y perdería ante Irak (1-4), Bélgica (0-4), Perú (0-3), Italia (1-2) y Alemania (1-2).
Ya en la Copa Mundial debutaría perdiendo por 5-0 ante la selección local de Rusia. Posteriormente quedaría eliminado al perder, esta vez dignamente ante Uruguay por 1-0. Y finalmente ganaría su último duelo por 2-1 ante Egipto, siendo la segunda victoria en un Mundial tras la edición de Estados Unidos en 1994. Días después, Pizzi era renovado hasta la Copa Asiática 2019.
En la Copa Asiática su equipo llegó a octavos de final tras mostrar un fútbol de ataque y disponer de una media de posesión por encuentro que nunca bajó del 70% y con una media de 14 disparos por encuentro. Pizzi se convirtió en el primer entrenador que gana un partido en un Mundial y la Copa de Asia con Arabia Saudí, aunque la selección cayó eliminada por Japón. Tras el partido, Pizzi anunció su despedida: "Mi trabajo con el equipo saudí terminó hoy. Estoy muy satisfecho con el rendimiento. Los jugadores han logrado aplicar mis ideas en el campo. Hemos hecho algunos buenos partidos y por lo general nuestro desempeño durante la Copa fue positivo”.

#### San Lorenzo de Almagro
El 13 de junio de 2019, Juan Antonio Pizzi confirmó su regreso a San Lorenzo de Almagro, el club al que hizo campeón del Torneo Inicial en 2013. Tras firmar el mejor inicio histórico de la entidad en la Liga de Argentina de los últimos 12 años, los subsiguientes malos resultados y la eliminación de la Copa Libertadores ante Cerro Porteño en octavos de final no lo acompañaron, por lo que optó por no continuar su proyecto en vista de la inestabilidad que vivía por aquellos días el Ciclón.

#### Racing Club
El 20 de enero del 2021 se confirma de manera oficial su vinculación con el club argentino Racing Club. Su paso por la Academia fue muy pobre. En total, Pizzi dirigió 32 partidos, ganó 13, empató 11 y perdió 8, obtuvo 33 goles a favor, 30 en contra, apenas superando el 50% de rendimiento. El 5 de marzo de 2021 sufre una durísima derrota en la final de la Supercopa Argentina con una goleada por 5-0 contra River Plate. Logró clasificar a Racing a los cuartos de final de la Copa de la Liga con un 2 a 0 contra San Lorenzo, pero luego de eliminar a Vélez y Boca en cuartos y semifinales por penales en ambas ocasiones, sufre otra goleada en una final, esta vez por 3 a 0 ante Colón.
Su paso por la Libertadores tampoco fue el mejor ya que más allá de clasificar a octavos de final primero con 14 puntos e invicto, en la llave contra São Paulo cae eliminado tras empatar 1 a 1 en el Morumbi y ser derrotado duramente por 3 a 1 en Avellaneda. El día 9 de agosto de 2021, tras perder el Clásico contra Independiente por 1 a 0, la dirigencia de Racing decidió rescindir el vínculo con el mencionado entrenador.

#### Al-Wasl
El 1 de julio de 2022, firma como entrenador del Al-Wasl de la UAE Pro League. El 16 de mayo de 2023, el presidente del club anunció que Pizzi dejaría su cargo tras la finalización de la temporada 2022-23.

#### Selección de Baréin
El 11 de julio de 2023, fue oficializado como entrenador de la selección de Baréin y firmó un contrato hasta el final de las Eliminatorias con chances de prolongarse si se clasifica al Mundial 2026.Luego de alcanzar los octavos de final de la Copa Asiática 2023, Pizzi llegó a un acuerdo para dejar su cargo el 15 de febrero de 2024.

#### Selección de Kuwait
El 16 de julio de 2024, fue anunciado como técnico de la selección de Kuwait por 12 meses. Luego de no clasificar a la Copa Mundial de la FIFA 2026, su contrato expiró y fue reemplazado por Hélio Sousa en julio de 2025.

## Estadísticas

### Como jugador

#### En clubes
| Club                      | Div.                | Temporada           | Liga  | Liga  | Copas nacionales | Copas nacionales | Torneos internacionales | Torneos internacionales | Otras competiciones | Otras competiciones | Total | Total | Media goleadora |
| Club                      | Div.                | Temporada           | Part. | Goles | Part.            | Goles            | Part.                   | Goles                   | Part.               | Goles               | Part. | Goles | Media goleadora |
| ------------------------- | ------------------- | ------------------- | ----- | ----- | ---------------- | ---------------- | ----------------------- | ----------------------- | ------------------- | ------------------- | ----- | ----- | --------------- |
| Rosario Central Argentina | 1.ª                 | 1987-88             | —     | —     | —                | —                | —                       | —                       | 2                   | 0                   | 2     | 0     | 0,00            |
| Rosario Central Argentina | 1.ª                 | 1988-89             | 26    | 12    | —                | —                | —                       | —                       | 2                   | 1                   | 28    | 13    | 0,46            |
| Rosario Central Argentina | 1.ª                 | 1989-90             | 31    | 15    | —                | —                | —                       | —                       | 2                   | 2                   | 33    | 17    | 0,52            |
| Rosario Central Argentina | Total 1.ª etapa     | Total 1.ª etapa     | 57    | 27    | 0                | 0                | 0                       | 0                       | 6                   | 3                   | 63    | 30    | 0.48            |
| CD Toluca · México        | 1.ª                 | 1990-91             | 31    | 12    | 2                | 2                | —                       | —                       | —                   | —                   | 33    | 14    | 0,42            |
| CD Tenerife · España      | 1.ª                 | 1991-92             | 34    | 15    | 6                | 5                | —                       | —                       | —                   | —                   | 40    | 20    | 0,50            |
| CD Tenerife · España      | 1.ª                 | 1992-93             | 34    | 15    | 4                | 3                | —                       | —                       | —                   | —                   | 38    | 18    | 0,47            |
| Valencia CF · España      | 1.ª                 | 1993-94             | 19    | 4     | 1                | 0                | 1                       | 0                       | —                   | —                   | 21    | 4     | 0,19            |
| CD Tenerife · España      | 1.ª                 | 1994-95             | 32    | 15    | 1                | 0                | —                       | —                       | —                   | —                   | 33    | 15    | 0,45            |
| CD Tenerife · España      | 1.ª                 | 1995-96             | 41    | 31    | 7                | 5                | —                       | —                       | —                   | —                   | 48    | 36    | 0,75            |
| CD Tenerife · España      | Total club          | Total club          | 141   | 76    | 18               | 13               | 0                       | 0                       | 0                   | 0                   | 159   | 89    | 0,56            |
| F.C. Barcelona · España   | 1.ª                 | 1996-97             | 33    | 9     | 9                | 6                | 7                       | 1                       | —                   | —                   | 49    | 16    | 0,33            |
| F.C. Barcelona · España   | 1.ª                 | 1997-98             | 15    | 2     | 4                | 0                | 4                       | 0                       | —                   | —                   | 23    | 2     | 0,09            |
| F.C. Barcelona · España   | Total club          | Total club          | 48    | 11    | 13               | 6                | 11                      | 1                       | 0                   | 0                   | 72    | 18    | 0,25            |
| River Plate Argentina     | 1.ª                 | 1998                | —     | —     | —                | —                | 2                       | 0                       | —                   | —                   | 2     | 0     | 0,00            |
| River Plate Argentina     | 1.ª                 | 1998-99             | 17    | 6     | —                | —                | 16                      | 5                       | —                   | —                   | 33    | 11    | 0,33            |
| River Plate Argentina     | Total club          | Total club          | 17    | 6     | 0                | 0                | 18                      | 5                       | 0                   | 0                   | 35    | 11    | 0,31            |
| Rosario Central Argentina | 1.ª                 | 1999-00             | 28    | 18    | —                | —                | 8                       | 6                       | —                   | —                   | 36    | 24    | 0,67            |
| FC Porto Portugal         | 1.ª                 | 2000                | 11    | 3     | 1                | 1                | 4                       | 0                       | —                   | —                   | 16    | 4     | 0,25            |
| Rosario Central Argentina | 1.ª                 | 2001                | 10    | 4     | —                | —                | 10                      | 7                       | —                   | —                   | 20    | 11    | 0,55            |
| Rosario Central Argentina | 1.ª                 | 2001                | 18    | 7     | —                | —                | —                       | —                       | —                   | —                   | 18    | 7     | 0,39            |
| Rosario Central Argentina | Total 3.ª etapa     | Total 3.ª etapa     | 28    | 11    | 0                | 0                | 10                      | 7                       | 0                   | 0                   | 38    | 18    | 0.47            |
| Rosario Central Argentina | Total club          | Total club          | 113   | 56    | 0                | 0                | 18                      | 13                      | 6                   | 3                   | 137   | 72    | 0,53            |
| Villarreal CF · España    | 1.ª                 | 2002                | 13    | 1     | 2                | 0                | —                       | —                       | —                   | —                   | 15    | 1     | 0,07            |
| Total en su carrera       | Total en su carrera | Total en su carrera | 393   | 169   | 36               | 22               | 52                      | 19                      | 6                   | 3                   | 487   | 213   | 0,44            |
| 1. 2. 3. 4.               |                     |                     |       |       |                  |                  |                         |                         |                     |                     |       |       |                 |

#### Selección
| Selección       | Temporada     | Amistosos | Amistosos | Europa | Europa | Mundial> | Mundial> | Total | Total | Media goleadora |
| Selección       | Temporada     | Part.     | Goles     | Part.  | Goles  | Part.    | Goles    | Part. | Goles | Media goleadora |
| --------------- | ------------- | --------- | --------- | ------ | ------ | -------- | -------- | ----- | ----- | --------------- |
| Adulta · España | 1994          | 1         | 0         | —      | —      | —        | —        | 1     | 0     | 0,00            |
| Adulta · España | 1995          | 3         | 2         | 5      | 2      | —        | —        | 8     | 4     | 0,50            |
| Adulta · España | 1996          | 2         | 0         | 5      | 1      | —        | —        | 7     | 1     | 0,14            |
| Adulta · España | 1997          | 1         | 0         | 2      | 1      | —        | —        | 3     | 1     | 0,33            |
| Adulta · España | 1998          | 2         | 2         | —      | —      | 1        | 0        | 3     | 2     | 0,67            |
| Adulta · España | Total         | 9         | 4         | 12     | 4      | 1        | 0        | 22    | 8     | 0,36            |
| Total carrera   | Total carrera | 9         | 4         | 12     | 4      | 1        | 0        | 22    | 8     | 0,36            |

#### Resumen estadístico
| Competición           | Partidos | Goles | Promedio |
| --------------------- | -------- | ----- | -------- |
| Primera División      | 399      | 172   | 0,43     |
| Copas nacionales      | 36       | 22    | 0,61     |
| Copas internacionales | 52       | 19    | 0,37     |
| Selección adulta      | 22       | 8     | 0,36     |
| Total                 | 509      | 221   | 0,43     |

### Como entrenador

#### Clubes
| Equipo                           | Div.         | Temporada    | Liga | Liga | Liga | Liga |    | Copa | Copa | Copa | Copa |    | Internacional | Internacional | Internacional | Internacional |   | Otros | Otros | Otros | Otros |     | Totales     | Totales | Totales | Totales | Totales | Totales | Totales | Totales |
| Equipo                           | Div.         | Temporada    | PD   | G    | E    | P    | PD | G    | E    | P    | PD   | G  | E             | P             | PD            | G             | E | P     | PD    | G     | E     | P   | Rendimiento | GF      | GC      | Dif.    |         |         |         |         |
| -------------------------------- | ------------ | ------------ | ---- | ---- | ---- | ---- | -- | ---- | ---- | ---- | ---- | -- | ------------- | ------------- | ------------- | ------------- | - | ----- | ----- | ----- | ----- | --- | ----------- | ------- | ------- | ------- | ------- | ------- | ------- | ------- |
| Colón Argentina                  | 1.ª          | 2004-05      | 3    | 0    | 0    | 3    | -  | -    | -    | -    | -    | -  | -             | -             | -             | -             | - | -     | 3     | 0     | 0     | 3   | 0%          | 3       | 8       | -5      |         |         |         |         |
| Colón Argentina                  | Total        | Total        | 3    | 0    | 0    | 3    | -  | -    | -    | -    | -    | -  | -             | -             | -             | -             | - | -     | 3     | 0     | 0     | 3   | 0%          | 3       | 8       | -5      |         |         |         |         |
| Universidad de San Martín · Perú | 1.ª          | 2006         | 31   | 12   | 8    | 11   | -  | -    | -    | -    | 2    | 1  | 0             | 1             | -             | -             | - | -     | 33    | 13    | 8     | 12  | 47.47%      | 36      | 38      | -4      |         |         |         |         |
| Universidad de San Martín · Perú | Total        | Total        | 31   | 12   | 8    | 11   | -  | -    | -    | -    | 2    | 1  | 0             | 1             | -             | -             | - | -     | 33    | 13    | 8     | 12  | 47.47%      | 36      | 38      | -2      |         |         |         |         |
| Santiago Morning · Chile         | 1.ª          | 2009         | 21   | 9    | 2    | 10   | 4  | 2    | 2    | 0    | -    | -  | -             | -             | -             | -             | - | -     | 25    | 11    | 4     | 10  | 49.33%      | 37      | 41      | -4      |         |         |         |         |
| Santiago Morning · Chile         | 1.ª          | 2010         | 15   | 3    | 5    | 7    | 4  | 2    | 0    | 2    | -    | -  | -             | -             | -             | -             | - | -     | 19    | 5     | 5     | 9   | 35.09%      | 23      | 34      | -11     |         |         |         |         |
| Santiago Morning · Chile         | Total        | Total        | 36   | 12   | 7    | 17   | 8  | 4    | 2    | 2    | -    | -  | -             | -             | -             | -             | - | -     | 44    | 16    | 9     | 19  | 43.18%      | 60      | 75      | -15     |         |         |         |         |
| Universidad Católica · Chile     | 1.ª          | 2010         | 20   | 15   | 2    | 3    | 1  | 0    | 0    | 1    | -    | -  | -             | -             | -             | -             | - | -     | 21    | 15    | 2     | 4   | 74.6%       | 52      | 27      | +25     |         |         |         |         |
| Universidad Católica · Chile     | 1.ª          | 2011         | 23   | 14   | 6    | 3    | 2  | 2    | 0    | 0    | 10   | 6  | 2             | 2             | -             | -             | - | -     | 35    | 22    | 8     | 5   | 70.48%      | 65      | 40      | +25     |         |         |         |         |
| Universidad Católica · Chile     | Total        | Total        | 43   | 29   | 8    | 6    | 3  | 2    | 0    | 1    | 10   | 6  | 2             | 2             | -             | -             | - | -     | 56    | 37    | 10    | 9   | 72.02%      | 120     | 67      | +53     |         |         |         |         |
| Rosario Central Argentina        | 2.ª          | 2011-12      | 40   | 20   | 11   | 9    | 4  | 2    | 2    | 0    | -    | -  | -             | -             | -             | -             | - | -     | 44    | 22    | 13    | 9   | 59.85%      | 54      | 36      | +18     |         |         |         |         |
| Rosario Central Argentina        | Total        | Total        | 40   | 20   | 11   | 9    | 4  | 2    | 2    | 0    | -    | -  | -             | -             | -             | -             | - | -     | 44    | 22    | 13    | 9   | 59.85%      | 54      | 36      | +18     |         |         |         |         |
| San Lorenzo Argentina            | 1.ª          | 2012-13      | 28   | 12   | 12   | 4    | 5  | 2    | 2    | 1    | -    | -  | -             | -             | -             | -             | - | -     | 33    | 14    | 14    | 5   | 56.56%      | 46      | 29      | +17     |         |         |         |         |
| San Lorenzo Argentina            | 1.ª          | 2013-14      | 19   | 9    | 6    | 4    | -  | -    | -    | -    | 2    | 0  | 1             | 1             | -             | -             | - | -     | 21    | 9     | 7     | 5   | 53.97%      | 29      | 18      | +11     |         |         |         |         |
| Valencia · España                | 1.ª          | 2013-14      | 21   | 7    | 8    | 6    | 3  | 0    | 2    | 1    | 8    | 5  | 1             | 2             | -             | -             | - | -     | 32    | 12    | 11    | 9   | 48.96%      | 43      | 32      | +11     |         |         |         |         |
| Valencia · España                | Total        | Total        | 21   | 7    | 8    | 6    | 3  | 0    | 2    | 1    | 8    | 5  | 1             | 2             | -             | -             | - | -     | 32    | 12    | 11    | 9   | 48.96%      | 43      | 32      | +11     |         |         |         |         |
| León · México                    | 1.ª          | 2015-C       | 17   | 4    | 4    | 9    | -  | -    | -    | -    | -    | -  | -             | -             | -             | -             | - | -     | 17    | 4     | 4     | 9   | 31.37%      | 27      | 32      | -5      |         |         |         |         |
| León · México                    | 1.ª          | 2015-A       | 19   | 11   | 0    | 8    | 9  | 6    | 2    | 1    | -    | -  | -             | -             | -             | -             | - | -     | 28    | 17    | 2     | 9   | 63.09%      | 55      | 46      | +9      |         |         |         |         |
| León · México                    | 1.ª          | 2016-C       | 4    | 3    | 0    | 1    | 2  | 1    | 0    | 1    | -    | -  | -             | -             | -             | -             | - | -     | 6     | 4     | 0     | 2   | 66.67%      | 15      | 10      | +5      |         |         |         |         |
| León · México                    | Total        | Total        | 40   | 18   | 4    | 18   | 11 | 7    | 2    | 2    | -    | -  | -             | -             | -             | -             | - | -     | 51    | 25    | 6     | 20  | 52.94%      | 97      | 88      | +9      |         |         |         |         |
| San Lorenzo Argentina            | 1.ª          | 2019-20      | 11   | 5    | 1    | 5    | -  | -    | -    | -    | 2    | 0  | 1             | 1             | -             | -             | - | -     | 13    | 5     | 2     | 6   | 43.59%      | 15      | 20      | -5      |         |         |         |         |
| San Lorenzo Argentina            | Total        | Total        | 58   | 26   | 19   | 13   | 5  | 2    | 2    | 1    | 4    | 0  | 2             | 2             | -             | -             | - | -     | 67    | 28    | 23    | 16  | 53.23%      | 90      | 67      | +23     |         |         |         |         |
| Racing Club Argentina            | 1.ª          | 2021         | 5    | 2    | 2    | 1    | 18 | 7    | 6    | 5    | 8    | 4  | 3             | 1             | 1             | 0             | 0 | 1     | 32    | 13    | 11    | 8   | 52.09%      | 33      | 30      | +3      |         |         |         |         |
| Racing Club Argentina            | Total        | Total        | 5    | 2    | 2    | 1    | 18 | 7    | 6    | 5    | 8    | 4  | 3             | 1             | 1             | 0             | 0 | 1     | 32    | 13    | 11    | 8   | 52.09%      | 33      | 30      | +3      |         |         |         |         |
| Al-Wasl · EAU                    | 1.ª          | 2022-23      | 26   | 13   | 8    | 5    | 7  | 4    | 1    | 2    | -    | -  | -             | -             | -             | -             | - | -     | 33    | 17    | 9     | 7   | 60.61%      | 62      | 40      | +22     |         |         |         |         |
| Al-Wasl · EAU                    | Total        | Total        | 26   | 13   | 8    | 5    | 7  | 4    | 1    | 2    | -    | -  | -             | -             | -             | -             | - | -     | 33    | 17    | 9     | 7   | 60.61%      | 62      | 40      | +22     |         |         |         |         |
| Total clubes                     | Total clubes | Total clubes | 303  | 138  | 75   | 90   | 59 | 28   | 17   | 14   | 32   | 16 | 8             | 8             | 1             | 0             | 0 | 1     | 395   | 183   | 100   | 112 | 54.77%      | 598     | 481     | +117    |         |         |         |         |
| 1. 2. 3.                         |              |              |      |      |      |      |    |      |      |      |      |    |               |               |               |               |   |       |       |       |       |     |             |         |         |         |         |         |         |         |

#### Selecciones
| Chile             | 2016              | 6  | 4  | 1 | 1 | 8  | 4 | 1 | 3  | - | - | - | - | 2  | 0 | 0 | 2  | 16 | 8  | 2  | 6  | 54.17% | 31 | 18  | +13 |
| Chile             | 2017              | 5  | 1  | 3 | 1 | 6  | 2 | 0 | 4  | - | - | - | - | 5  | 2 | 2 | 1  | 16 | 5  | 5  | 6  | 41.67% | 17 | 18  | -1  |
| Chile             | Total             | 11 | 5  | 4 | 2 | 14 | 6 | 1 | 7  | - | - | - | - | 7  | 2 | 2 | 3  | 32 | 13 | 7  | 12 | 47.92% | 48 | 36  | +12 |
| Arabia Saudita    | 2018              | -  | -  | - | - | -  | - | - | -  | 3 | 1 | 0 | 2 | 13 | 3 | 4 | 6  | 16 | 4  | 4  | 8  | 33.33% | 15 | 27  | -12 |
| Arabia Saudita    | 2019              | 4  | 2  | 0 | 2 | -  | - | - | -  | - | - | - | - | -  | - | - | -  | 4  | 2  | 0  | 2  | 50%    | 6  | 3   | +3  |
| Arabia Saudita    | Total             | 4  | 2  | 0 | 2 | -  | - | - | -  | 3 | 1 | 0 | 2 | 13 | 3 | 4 | 6  | 20 | 6  | 4  | 10 | 36.67% | 21 | 30  | -9  |
| Baréin            | 2023              | -  | -  | - | - | 2  | 1 | 0 | 1  | - | - | - | - | 3  | 2 | 1 | 0  | 5  | 3  | 1  | 1  | 66.67% | 6  | 3   | +3  |
| Baréin            | 2024              | 4  | 2  | 0 | 2 | -  | - | - | -  | - | - | - | - | 2  | 0 | 0 | 2  | 6  | 2  | 0  | 4  | 33.33% | 4  | 11  | -7  |
| Baréin            | Total             | 4  | 2  | 0 | 2 | 2  | 1 | 0 | 1  | - | - | - | - | 5  | 2 | 1 | 2  | 11 | 5  | 1  | 5  | 48.48% | 10 | 14  | -4  |
| Kuwait            | 2024              | 4  | 1  | 2 | 1 | 6  | 0 | 4 | 2  | - | - | - | - | 3  | 0 | 1 | 2  | 13 | 1  | 7  | 5  | 25.64% | 11 | 20  | -9  |
| Kuwait            | 2025              | -  | -  | - | - | 4  | 0 | 1 | 3  | - | - | - | - | -  | - | - | -  | 4  | 0  | 1  | 3  | 8.33%  | 2  | 9   | -7  |
| Kuwait            | Total             | 4  | 1  | 2 | 1 | 10 | 0 | 5 | 5  | - | - | - | - | 3  | 0 | 1 | 2  | 17 | 1  | 8  | 8  | 21.57% | 13 | 29  | -16 |
| Total selecciones | Total selecciones | 23 | 10 | 6 | 7 | 26 | 7 | 6 | 13 | 3 | 1 | 0 | 2 | 28 | 7 | 8 | 13 | 80 | 25 | 20 | 35 | 39.58% | 92 | 109 | -17 |

#### Resumen por competiciones
| Competición                   | Partidos | Ganados | Empatados | Perdidos | Ganados % | Mejor resultado  |
| Clubes                        | Clubes   | Clubes  | Clubes    | Clubes   | Clubes    | Clubes           |
| ----------------------------- | -------- | ------- | --------- | -------- | --------- | ---------------- |
| Primera División de Argentina | 66       | 28      | 21        | 17       | 53.03%    | Campeón          |
| Primera División de Chile     | 79       | 41      | 15        | 23       | 58.23%    | Campeón          |
| Primera División de España    | 21       | 7       | 8         | 6        | 46.03%    | 8.º lugar        |
| Primera División de México    | 40       | 18      | 4         | 18       | 48.33%    | Cuartos de final |
| Primera División del Perú     | 31       | 12      | 8         | 11       | 47.31%    | 5.º lugar        |
| Primera B Nacional            | 40       | 20      | 11        | 9        | 59.17%    | 4.º lugar        |
| UAE Pro League                | 26       | 13      | 8         | 5        | 60.26%    | 4.º lugar        |
| Copa Argentina                | 11       | 5       | 5         | 1        | 60.6%     | Subcampeón       |
| Copa de la Liga Profesional   | 16       | 6       | 5         | 5        | 47.92%    | Subcampeón       |
| Supercopa Argentina           | 1        | 0       | 0         | 1        | 0%        | Subcampeón       |
| Copa Chile                    | 11       | 6       | 2         | 3        | 60.61%    | Segunda fase     |
| Copa del Rey                  | 3        | 0       | 2         | 1        | 22.22%    | Octavos de final |
| Copa México                   | 11       | 7       | 2         | 2        | 69.7%     | Subcampeón       |
| Copa Presidente EAU           | 5        | 3       | 1         | 1        | 66.67%    | Semifinales      |
| Copa de Liga EAU              | 2        | 1       | 0         | 1        | 50%       | Primera ronda    |
| Copa Sudamericana             | 4        | 1       | 1         | 2        | 33.33%    | Octavos de final |
| Copa Libertadores             | 20       | 10      | 6         | 4        | 60%       | Cuartos de final |
| Liga Europa de la UEFA        | 8        | 5       | 1         | 2        | 66.67%    | Semifinales      |
| Total clubes                  | 395      | 183     | 100       | 112      | 54.77%    | 2 Títulos        |
| Selecciones                   |          |         |           |          |           |                  |
| Copa América                  | 6        | 4       | 1         | 1        | 72.23%    | Campeón          |
| Copa Asiática                 | 8        | 4       | 0         | 4        | 50%       | Semifinales      |
| Copa de Naciones del Golfo    | 4        | 1       | 2         | 1        | 41.67%    | Semifinales      |
| Eliminatorias Sudamericanas   | 14       | 6       | 1         | 7        | 45.24%    | 6.º lugar        |
| Eliminatorias Asiáticas       | 12       | 1       | 5         | 6        | 22.22%    | Fase de grupos   |
| Copa Confederaciones          | 5        | 1       | 3         | 1        | 40%       | Subcampeón       |
| Mundial                       | 3        | 1       | 0         | 2        | 33.33%    | Primera ronda    |
| Amistosos                     | 28       | 7       | 8         | 13       | 34.52%    | +7 PG            |
| Total selecciones             | 80       | 25      | 20        | 35       | 39.58%    | 1 Título         |
| Total en su carrera           | 475      | 208     | 120       | 147      | 52.21%    | 3 Títulos        |

## Palmarés

### Como jugador

#### Campeonatos nacionales
| Título                     | Club            | País   | Año     |
| -------------------------- | --------------- | ------ | ------- |
| Supercopa de España        | F. C. Barcelona | España | 1996    |
| Copa del Rey               | F. C. Barcelona | España | 1996/97 |
| Primera División de España | F. C. Barcelona | España | 1997/98 |
| Copa del Rey               | F. C. Barcelona | España | 1997/98 |

#### Copas internacionales
| Título               | Club            | Sede     | Año     |
| -------------------- | --------------- | -------- | ------- |
| Recopa de la UEFA    | F. C. Barcelona | Róterdam | 1996/97 |
| Supercopa de la UEFA | F. C. Barcelona | Dortmund | 1997    |

#### Distinciones individuales
| Distinción                                                  | Año  |
| ----------------------------------------------------------- | ---- |
| Trofeo Pichichi de la Primera División de España (31 goles) | 1996 |

### Como entrenador

#### Campeonatos nacionales
| Título                        | Club                 | País      | Año  |
| ----------------------------- | -------------------- | --------- | ---- |
| Primera División de Chile     | Universidad Católica | Chile     | 2010 |
| Primera División de Argentina | San Lorenzo          | Argentina | 2013 |

#### Campeonatos internacionales
| Título                  | Club               | Sede           | Año  |
| ----------------------- | ------------------ | -------------- | ---- |
| Copa América Centenario | Selección de Chile | Estados Unidos | 2016 |